# Divas de la musique viêtnamienne
Les Divas de la musique vietnamienne est le titre donné par le public aux quatre chanteuses vietnamiennes Thanh Lam, Hong Nhung, Mỹ Linh et Trần Thu Hà depuis les années 2000 car elles sont considérées représenter l'excellence de la musique vocale contemporaine vietnamienne. Elles ont fortement influencé la génération suivante d'artistes.

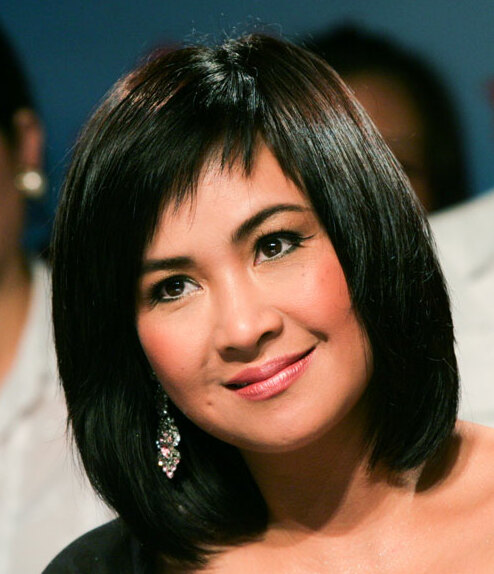
Thanh Lam
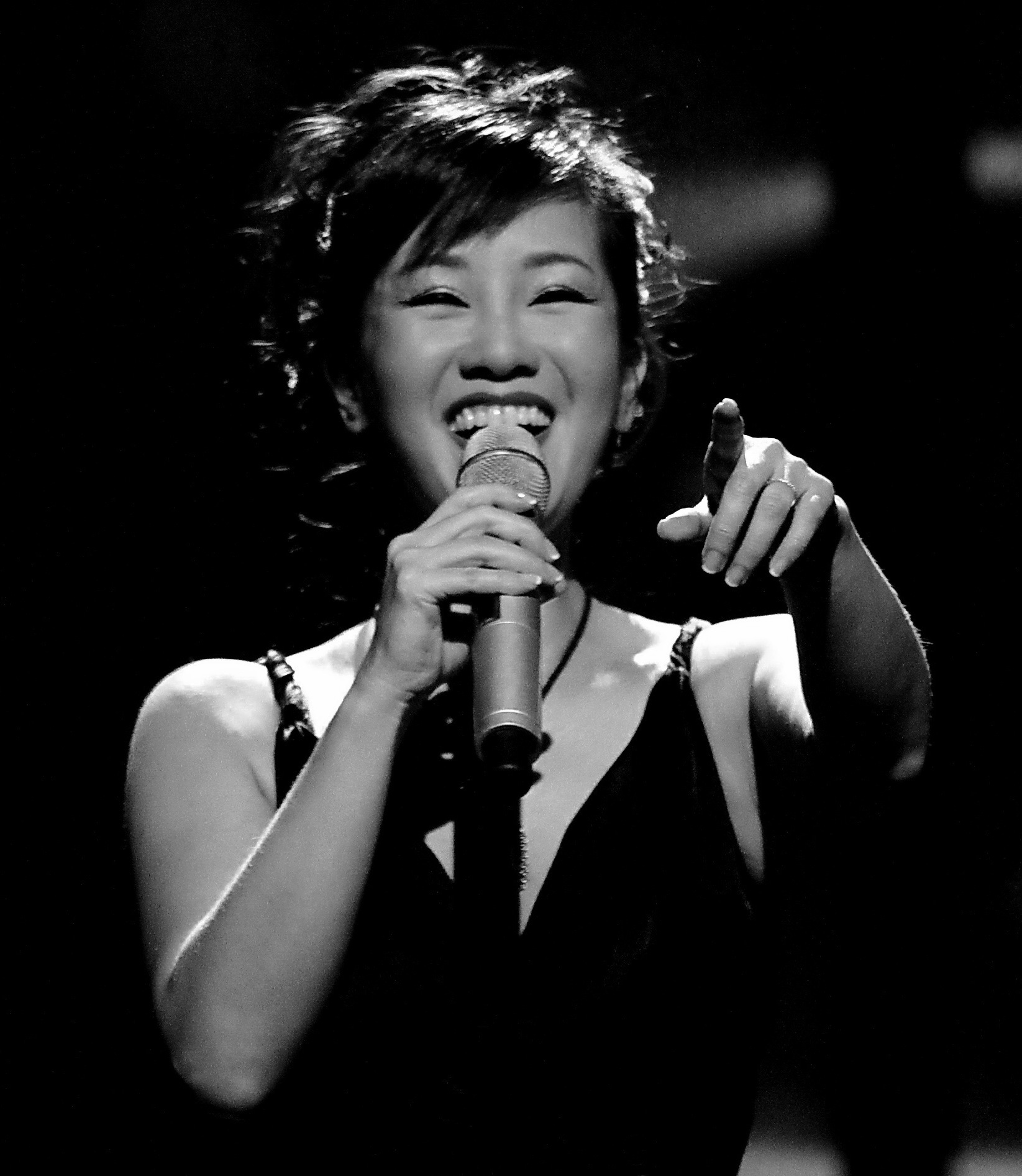
Hong Nhung
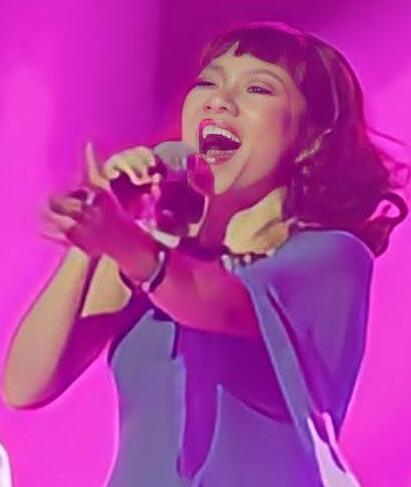
Trần Thu Hà